# ファズリディン・ガイブナザロフ
ファズリディン・ハサンバエフビッチ・ガイブナザロフ（ウズベク語: Fazliddin Gʻoibnazarov, ラテン文字転写: Fazliddin Hasanbaevich Gaibnazarov、1991年6月16日 - ）は、ウズベキスタンのプロボクサー。ベカバード出身。リオデジャネイロオリンピック金メダリスト。

## 来歴
2017年3月16日、ボブ・アラムのトップランクと契約を交わした。
2017年4月22日、カリフォルニア州カーソンのスタブハブ・センターで行われたオスカル・バルデス対ミゲル・マリアガの前座でプロデビュー。
2019年5月11日、アリゾナ州ツーソンのツーソン・コンベンション・センターでマイカル・フォックスと対戦し、10回0-3(92-96×2、93-95)の判定負けを喫し試合後にトップランクから契約解除された。
2023年11月16日、ソチ近郊クラースナヤ・ポリャーナのレッド・アリーナで元WBA世界ウェルター級レギュラー王者ラジャブ・ブタエフと対戦し、3回終了時にガイブナザロフが棄権した為TKO負けを喫した。

## 獲得タイトル

### アマチュア
- 2016年リオデジャネイロオリンピックライトウェルター級金メダル